# Beate Regina Suchla
Beate Regina Suchla (* 1949 in Bad Hersfeld, Bundesrepublik Deutschland) ist eine deutsche Philosophin und Professorin für Philosophie an der Justus Liebig-Universität Gießen.

## Leben
Suchla wurde 1976 zur Dr. phil. an der Georg-August-Universität Göttingen promoviert und habilitierte sich 1996 an der Justus-Liebig-Universität Gießen. Dort wurde sie 1996 zur Privatdozentin und 2004 zur außerplanmäßigen Professorin für Philosophie ernannt. Sie war außerdem 1977–1979 Wissenschaftliche Angestellte der Akademie der Wissenschaften zu Heidelberg und 1980–2015 Wissenschaftliche Angestellte der Akademie der Wissenschaften zu Göttingen.

## Schriften (Auswahl)
Monographien
- Die sogenannten Maximus-Scholien des Corpus Dionysiacum Areopagiticum (= Nachrichten der Akademie der Wissenschaften zu Göttingen. Philologisch-Historische Klasse. Jahrgang 1980, Nummer 3). Vandenhoeck und Ruprecht, Göttingen 1980, ISBN 3-525-85116-2.
- Die Überlieferung des Prologs des Johannes von Skythopolis zum griechischen Corpus Dionysiacum Areopagiticum. Ein weiterer Beitrag zur Überlieferungsgeschichte des CD (= Nachrichten der Akademie der Wissenschaften zu Göttingen. Philologisch-Historische Klasse. Jahrgang 1984, Nummer 4). Vandenhoeck und Ruprecht, Göttingen 1984, ISBN 3-525-85116-2.
- Eine Redaktion des griechischen Corpus Dionysiacum Areopagiticum im Umkreis des Johannes von Skythopolis, des Verfassers von Prolog und Scholien. Ein 3. Beitrag zur Überlieferungsgeschichte des CD (= Nachrichten der Akademie der Wissenschaften zu Göttingen. Philologisch-Historische Klasse. Jahrgang 1985, Nummer 4). Vandenhoeck und Ruprecht, Göttingen 1985, ISBN 3-525-85116-2.
- Verteidigung eines platonischen Denkmodells einer christlichen Welt. Die philosophie- und theologiegeschichtliche Bedeutung des Scholienwerks des Johannes von Skythopolis zu den areopagitischen Traktaten (= Nachrichten der Akademie der Wissenschaften zu Göttingen. Philologisch-Historische Klasse. Jahrgang 1995, Nummer 1). Vandenhoeck und Ruprecht, Göttingen 1995, ISBN 3-525-85116-2.
- Dionysius Areopagita. Leben – Werk – Wirkung. Herder, Freiburg im Breisgau/Basel/Wien 2008, ISBN 978-3-451-29949-0.

Aufsätze
- Wahrheit über jeder Wahrheit. Zur philosophischen Absicht der Schrift "De divinis nominibus" des Dionysius Areopagita, in: Theologische Quartalschrift 176, 3, 1996, ISSN 0342-1430, S. 205–217.
- Dionysius Areopagita. Das überfließend Eine, in: Theologen der christlichen Antike, hg. v. W. Geerlings, Verlag Wissenschaftliche Buchgesellschaft, Darmstadt 2002, ISBN 3-534-14736-7, S. 202–220.
- Subjektivität und Ethik bei dem christlichen Neuplatoniker Dionysius Areopagita, in: Selbst – Singularität – Subjektivität. Vom Neuplatonismus zum Deutschen Idealismus, hg. v. T. Kobusch, B. Mojsisch, O. F. Summerell, Verlag B.R. Grüner, Amsterdam/Philadelphia 2002, ISBN 90 6032 467 6, S. 89–109.
- Wenn die Liebe sich verströmt. Zur Liebes-Konzeption des Dionysius Areopagita, in: Philotheos 2, 2002, ISSN 1451-3455. S. 142–154.
- Hans-Georg Gadamer, in: Musik in der deutschen Philosophie. Eine Einführung, hg. v. O. Fürbeth, Verlag J.B. Metzler, Stuttgart 2003, ISBN 3-476-01869-5, S. 173–189.
- Dionysius Areopagita – ein Vater der Kirche, in: Väter der Kirche. Ekklesiales Denken von den Anfängen bis in die Neuzeit. Festgabe für Hermann Josef Sieben SJ zum 70. Geburtstag, herausgegeben von J. Arnold, R. Berndt und R.M.W. Stammberger. Ferdinand Schöningh, Paderborn 2004, ISBN 3-506-70423-0, S. 313–331.

Werke als Herausgeberin
- Pseudo-Dionysius Areopagita. Die Namen Gottes (= Bibliothek der griechischen Literatur. Abteilung Patristik. Band 26). Hiersemann, Stuttgart 1988, ISBN 3-7772-8829-2.
- Corpus Dionysiacum, Band I: Dionysius Areopagita, De divinis nominibus (= Patristische Texte und Studien. Band 33). De Gruyter, Berlin/Boston 1990, ISBN 3-11-012042-9.
- Von Homer bis Landino. Beiträge zur Antike und Spätantike sowie zu deren Rezeptions- und Wirkungsgeschichte. Festgabe für Antonie Wlosok zum 80. Geburtstag. Pro Business, Berlin 2011, ISBN 978-3-86805-814-7.
- Corpus Dionysiacum, Band IV/1: Ioannis Scythopolitani prologus et scholia in Dionysii Areopagitae librum "De divinis nominibus" cum additamentis interpretum aliorum (= Patristische Texte und Studien. Band 62). De Gruyter, Berlin/Boston 2011, ISBN 3-11-019571-2.